# Perrierina harrisonae
Perrierina harrisonae är en musselart som först beskrevs av Powell 1935.  Perrierina harrisonae ingår i släktet Perrierina och familjen Cyamiidae. Inga underarter finns listade i Catalogue of Life.